# Pentace subintegra
Pentace subintegra är en malvaväxtart som beskrevs av Karl Ewald Maximilian Burret. Pentace subintegra ingår i släktet Pentace och familjen malvaväxter. Inga underarter finns listade i Catalogue of Life.